# タフィラ
タフィーレ（タフィーラ/タフィラ）（アル＝タフィラ、الطفيلة, Tafilah, Al Tafilah）はヨルダン南西部の小都市でタフィーレ県の県都。人口はおよそ35,000人。当地にすむ人々のことを『タフィーリー（タフィーレ人）』という。

## 概要
首都アンマンの南方180kmにあり、オリーブやイチジクやブドウなどの茂る庭園で知られている。またタフィラ郡内には360以上の泉が湧く。自然保護区に指定されエコツーリズムも行われる緑豊かなダナ渓谷（Wadi Dana）では泉からの水が天然の貯水湖をなす。
またアフラ（Afra）やボルベイタ（Borbeata）では温泉も湧いている。アフラの方が充実した温泉施設であるが有料である為、タフィーリーは主にボルベイダを利用する。ボルベイダの温泉施設は、リゾート開発をしようと温泉施設の箱モノを作ったが失敗し、現在無料で開放（放置、地元の人により最低限管理）されている。
近郊の街アル・イースにはラフィーレ工科大学がある。
タフィーレ中心部から徒歩10分ほどのところにタフィーレ城がある。かつては、隣県のカラク城に匹敵するほどの規模であったらしいこの城も現在では城塞の一部を残すのみで当時の面影は感じられない。ただし残る城塞からの眺めはなかなかよく一見の価値がある。
タフィーレ城近隣の古い建築物を利用して『タフィーレ博物館（仮称）』の設置計画が持ち上がっている。
現在の観光大臣がタフィーレ出身者である為か、タフィーレの観光開発を積極的に行おうという動きがみられるが、元々一般観光客の目玉になるような観光資源があるわけではなく、開発されたとしても効果がどこまであるかは疑問が残る。
『地球の歩き方』ヨルダン版では'04～'05あたりまではタフィーレ自体も掲載されていたものの、掲載内容が薄かったこともあり現在はダナ自然公園のみの掲載となっている。
『ロンリープラネット』ヨルダン版には掲載されているが、バスターミナルの紹介の後に『nothing to see』と書かれている。
ヨルダン国内でもマアーンと並んでイスラム教の信仰が特に強い地域である。そのため、タフィーレ県内には教会は存在せず、酒類を販売する店もない。
中心部には信号が1器設置されていた（故障しており長年使用されていなかった）が、信号機前の学校跡地の再開発事業に伴いその唯一の信号機も撤去され、現在故障中のものも含めタフィーレ市内及びタフィーレ県内には信号機はない。
撤去された信号機の土台部分はイースから坂を下ったタフィーレ中心部の入り口付近にモニュメントのように設置（放置）されている。

一見すると遺跡のようにも見えるが、信号機の土台である。但し、タフィーレ最初で最後の信号機の土台という観点からみれば貴重な現代遺構と言っても過言ではない。
2011年8月、タフィーレ県民待望の高規格道路がタフィーレ大学のあるアルイースとデザートハイウェイ沿いのハサ間で開通した。
これにより、タフィーレ＝アンマン間が約20分早くなった。
アンマン等都市部では、当地のことを田舎の代名詞としてよく使い、アンマン等都市部で生活するヨルダン人は田舎者の代表タフィーリーの言動を誇張した笑い話『ヌクタ・タフィーレ』を盛んに話し盛り上がっている。
しかし実際にはヨルダン国内に古くからいる人々が生活しており、中央の官公庁の要職には意外とタフィーリーが多い。

## 交通
バスターミナルは2か所あり、
- メインバスターミナル
  - アンマン（1時間に約1～2本）
  - カラク（2時間に約1本？朝はムタ大学へ通う学生が多いため多数）
  - マアーン（1日2～3便？）
  - アカバ（1日1～2便？）
  - 北部東部方面近郊バス

- 近郊バスターミナル
  - 南部方面近郊バス

その他、市内バスが信号機跡から発着している。